# Roger Morris (1695-1749)
Roger Morris (19 avril 1695 - 31 janvier 1749)  est un architecte anglais dont les liens avec Colen Campbell  attirent l'attention de Henry Herbert (9e comte de Pembroke), avec qui Morris collabore sur une longue série de projets.

## Biographie

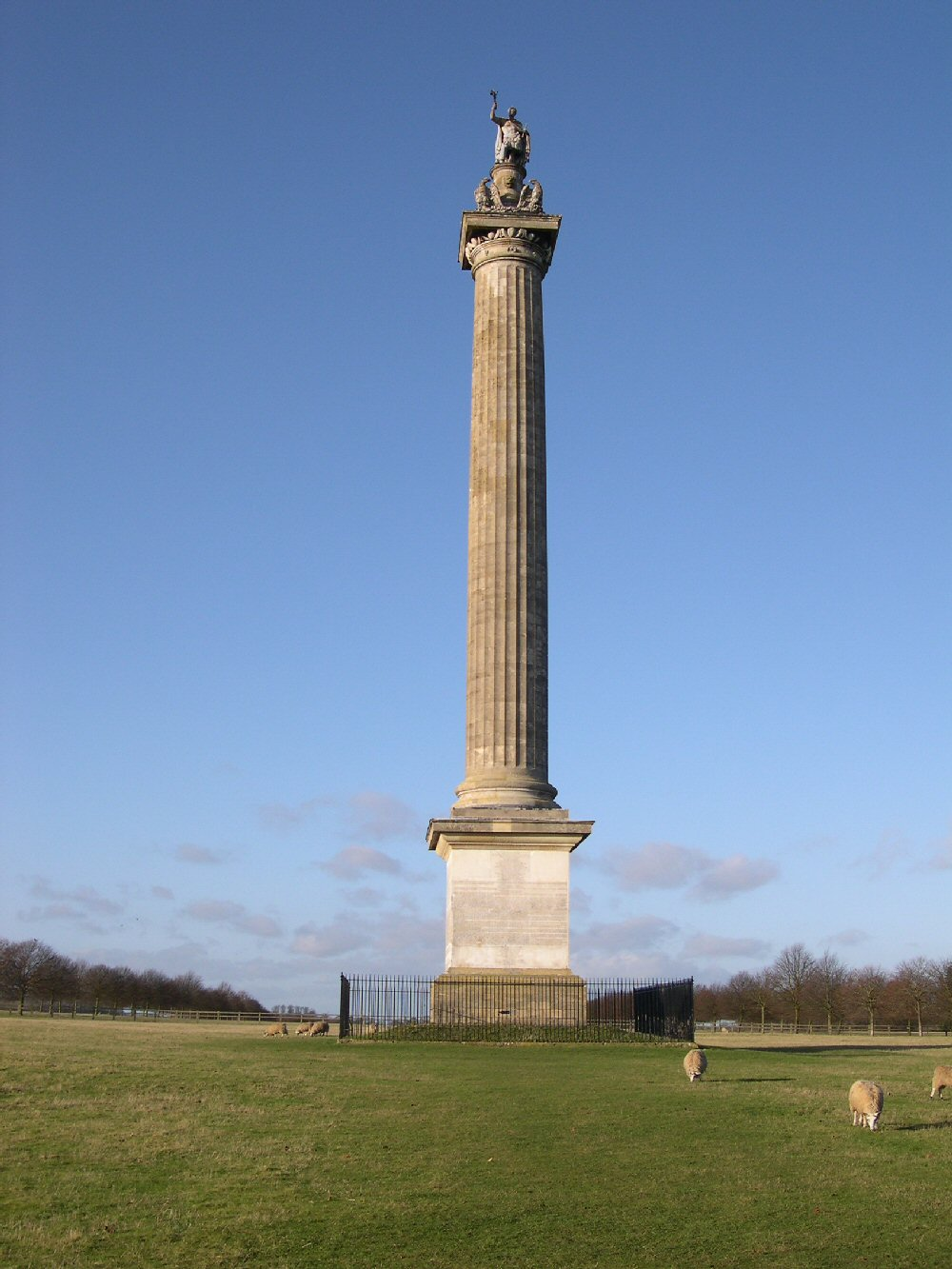
La Colonne de la Victoire de Blenheim, avec Henry Herbert, 1730

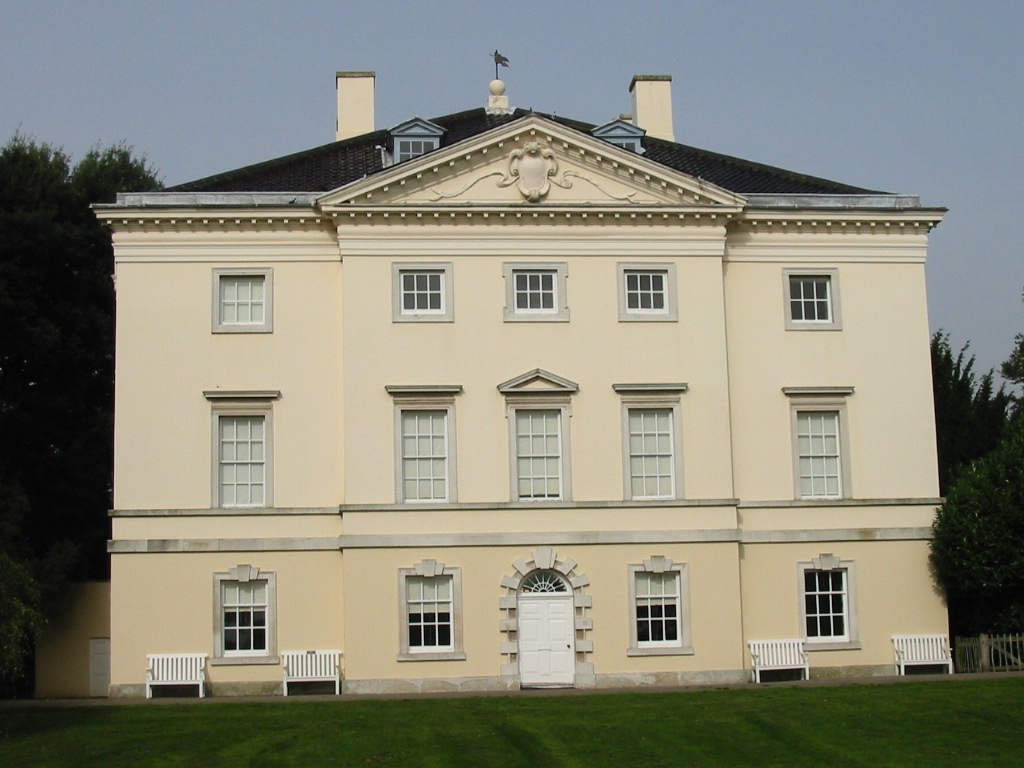
Marble Hill House, avec Lord Pembroke, 1724-1729 : prototype de nombreuses villas anglaises et manoirs coloniaux

Né à Londres, Morris reçoit une formation pratique approfondie en tant que maçon, comme il est décrit en 1724, lorsqu'il se construit une maison sur le domaine Harley à Oxford Street, à Londres. En 1730, dans une maison plus grande qu'il se construit dans Green Street, il est décrit comme un «gentleman» . Il se lance à son compte dans la construction spéculative à Londres.
Professionnellement, sa carrière est d'abord étroitement liée à Andrew Fountaine, architecte virtuose et amateur, à Narford, Norfolk; puis à Colen Campbell, à qui il semble avoir servi d'assistant, comme à Studley Royal dans le Yorkshire  et Lord Pembroke, l'un des 'comtes architectes'. Le savoir-faire de Lord Pembroke, combiné à l'expérience pratique de Morris, produit Marble Hill House pour Henrietta Howard, comtesse de Suffolk, 1724–29; la White Lodge, Richmond Park 1727–1728; et, après avoir visité l'Italie avec George Bubb Dodington entre juin 1731 et septembre 1732, Morris achève les intérieurs de la Eastbury House incomplète de John Vanbrugh, Dorset, pour Dodington, 1733–38 (la maison explose et est rasée en 1775)  à une date ultérieure Morris construit une maison à Hammersmith, près de Londres, pour Bubb Dodington (où une galerie est conçue par Giovanni Niccolò Servandoni) . Il construit la colonne de la victoire au palais de Blenheim pour la veuve de Marlborough, Sarah, duchesse de Marlborough, 1730 , Wimbledon House, 1732–33, également pour la duchesse ; le pont palladien, Wilton House, 1736–1737; l'élévation néo-palladienne du palais d'Apethorpe ; et probablement, suggère Howard Colvin (en), Westcombe House, Blackheath, près de Londres, (vers 1730) qui devient la propriété de Pembroke. Lord Pembroke offre à Morris une coupe en argent en 1734 en signe de sa considération .
Le château de Clearwell dans le Gloucestershire, de 1727, est attribué à Morris ; il s'agit d'une conception exceptionnellement ancienne dans le Style néogothique. Morris conçoit Combe Bank, Kent, dans le deuxième quart du siècle. John Harris démontre que Morris a fait un dessin pour le Porter's Lodge à Wilton House, vers 1733 . Le remodelage de Lydiard Park, Wiltshire, dans les années 1740 est attribué à Morris.

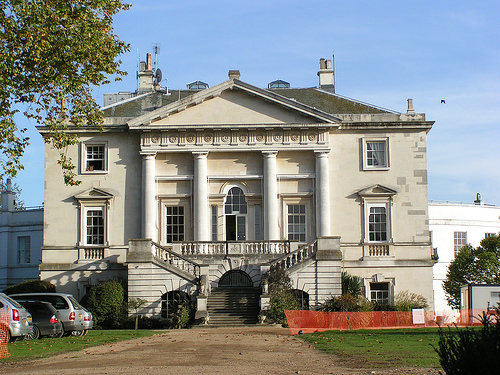
The White Lodge, Richmond Park (avec Lord Pembroke), 1727-1728

La capacité de Morris et les recommandations de ses patrons bien placés lui assurent un poste au Bureau des Travaux, d'où émanent tous les projets de la Couronne. Le nouveau poste de greffier des travaux à Richmond New Park Lodge est créé pour lui en 1727, alors qu'il est engagé dans la construction de la structure. En 1734, il obtient le poste de maître charpentier au bureau de l'artillerie  qui rapporte 2 à 3 000 £ par an, pour des travaux à l'arsenal royal, à Woolwich et ailleurs . Il est également nommé arpenteur de la Monnaie .
La villa palladienne de John Morris en ville, au 12, Grosvenor Square (1727, pour John Aislabie) a été minutieusement disséquée par le Survey of London . Les conceptions indépendantes de Morris ne sont en aucun cas de pâles exercices de palladianisme. "Ses villas, par exemple, étaient et sont étonnamment originales contrairement à celles de Campbell", observe John Harris, "et le siège de Carné à Goodwood caractérise le style individuel que Morris accorde aux bâtiments du temple".